# Wedel (Adelsgeschlecht)

Stammwappen derer von Wedel

Wedel, teilweise Wedell, ist der Name eines alten niederdeutschen Adelsgeschlechts.

## Geschichte

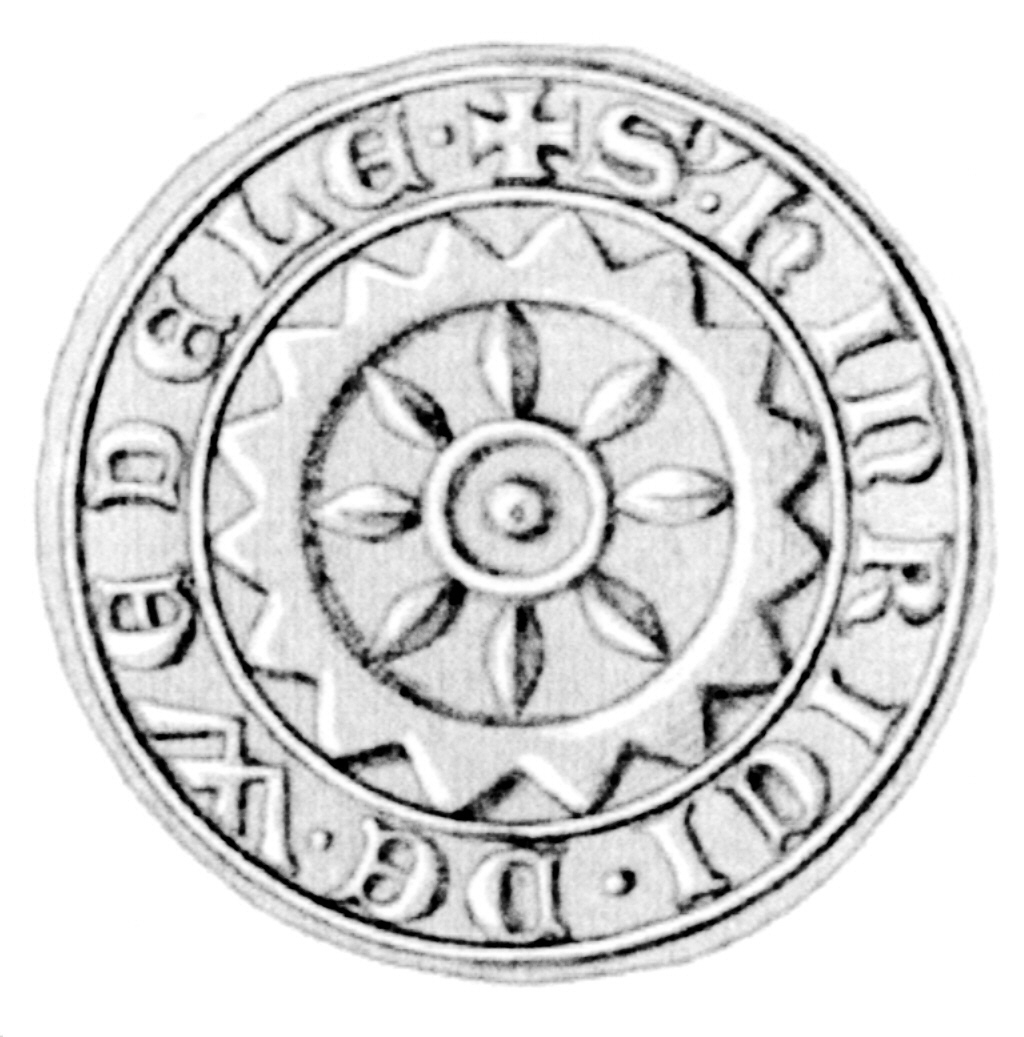
Siegel des Hinricus de Wedele um 1322

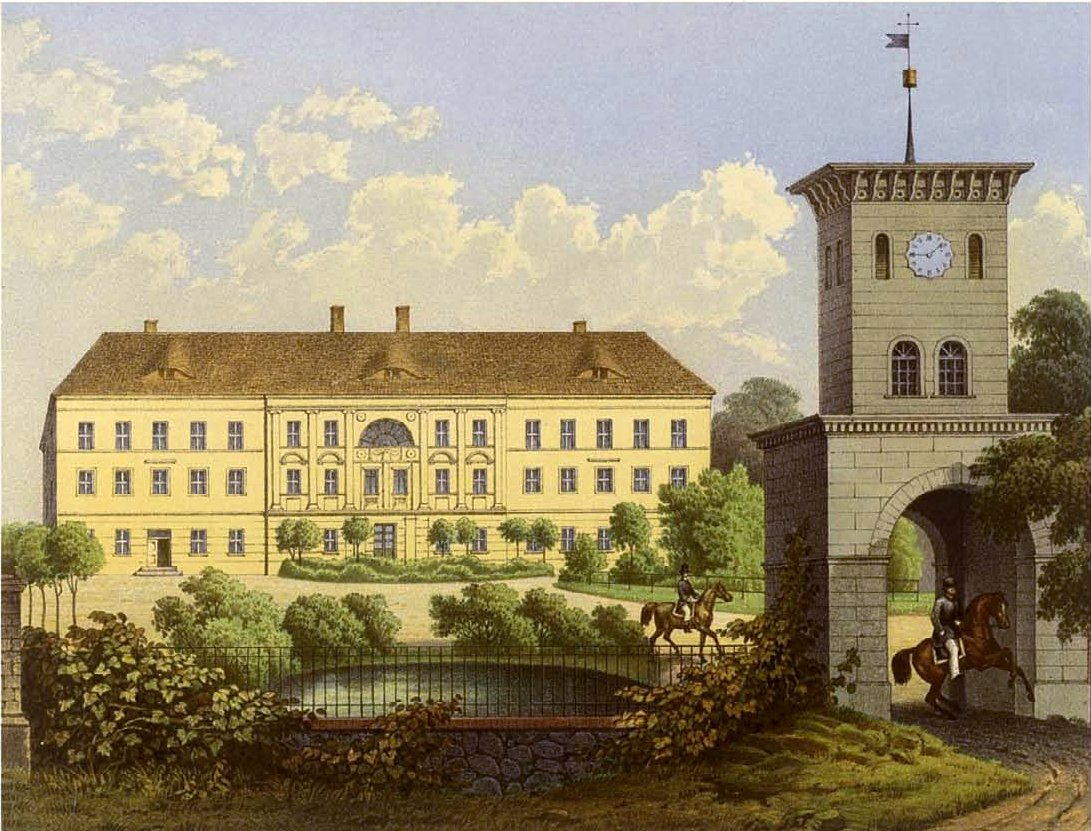
Schloss Kremzow, Hinterpommern, Stammsitz der Wedel in Pommern

### Nord- und Ostelbien
Die aus dem Ort Wedel im nordelbischen Stormarn stammende und dort im Jahre 1212 erstmals erwähnte Familie führt ihre Abstammung auf einen 1149 genannten Heinrich zurück, Vogt des Klosters Neumünster. Ein Hasso Wedele und seine Söhne traten seit etwa 1240 östlich von Stargard in Pommern auf, wo sie, zunächst Burgmannen von Stargard und möglicherweise Lehnsnehmer des Bischofs von Cammin, in der seit 1248 an Herzog Barnim I. von Pommern verliehenen Region zwischen Kremzow und Petznick ansässig wurden. 
Zentrum der Besitzbildung war Kremzow mit der bald nach 1300 errichteten, teilweise durch bis zu drei andere herrschaftliche Wohnsitze ergänzten Burg, sowie, spätestens seit den 1270er Jahren, die Burgen in den neumärkischen Orten Reetz und Kürtow. 
Nachdem der pommersche Herzog Barnim 1271 verurteilt worden war, dem Johanniterorden Pfandbesitz an der Stadt Stargard und den Burgen Reetz und Kürtow einzuräumen, trat die Familie Wedel in den Dienst der Markgrafen von Brandenburg. In der brandenburgischen Neumark, der marchia transoderana, kam sie durch Militärdienstleistung zugunsten der Askanier, Belehnung und Kauf zu umfangreichem Grundbesitz. Ausgehend von der Region zwischen Arnswalde und der Drage betraf dies insbesondere die in der östlichen Neumark gelegenen Besitzkomplexe („haws, stat und land“) Schivelbein, Falkenburg, Böthin (mit dem Zentrum Märkisch-Friedland) und Tütz. Die neumärkischen Städtchen Falkenburg, Märkisch-Friedland und Neuwedell wurden in den ersten Jahrzehnten des 14. Jahrhunderts durch Angehörige der Familie gegründet.

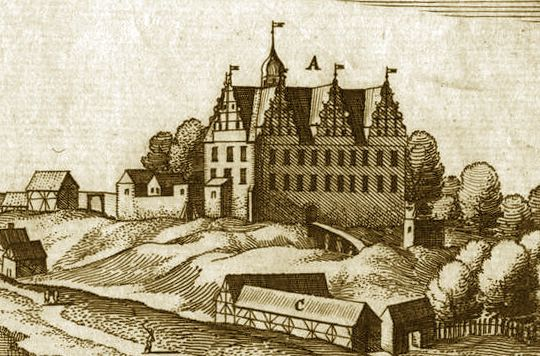
Schloss Neuwedell um 1652
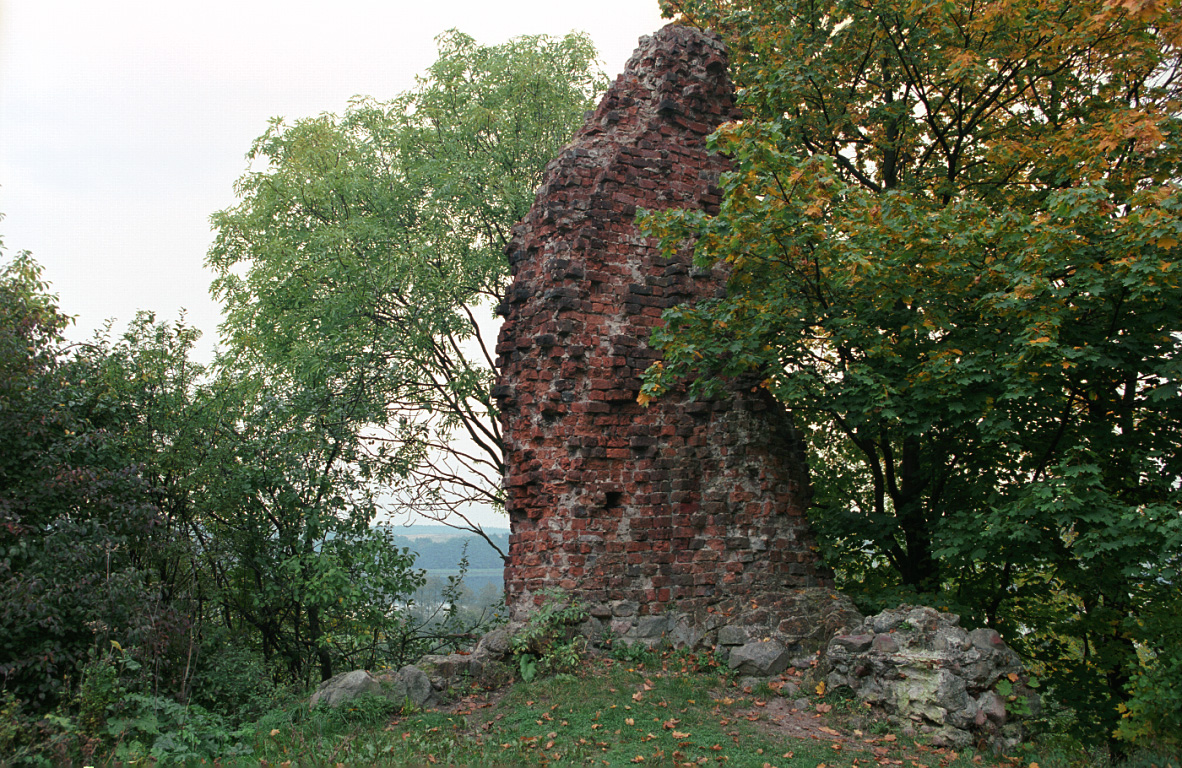
Ruine Neuwedell heute
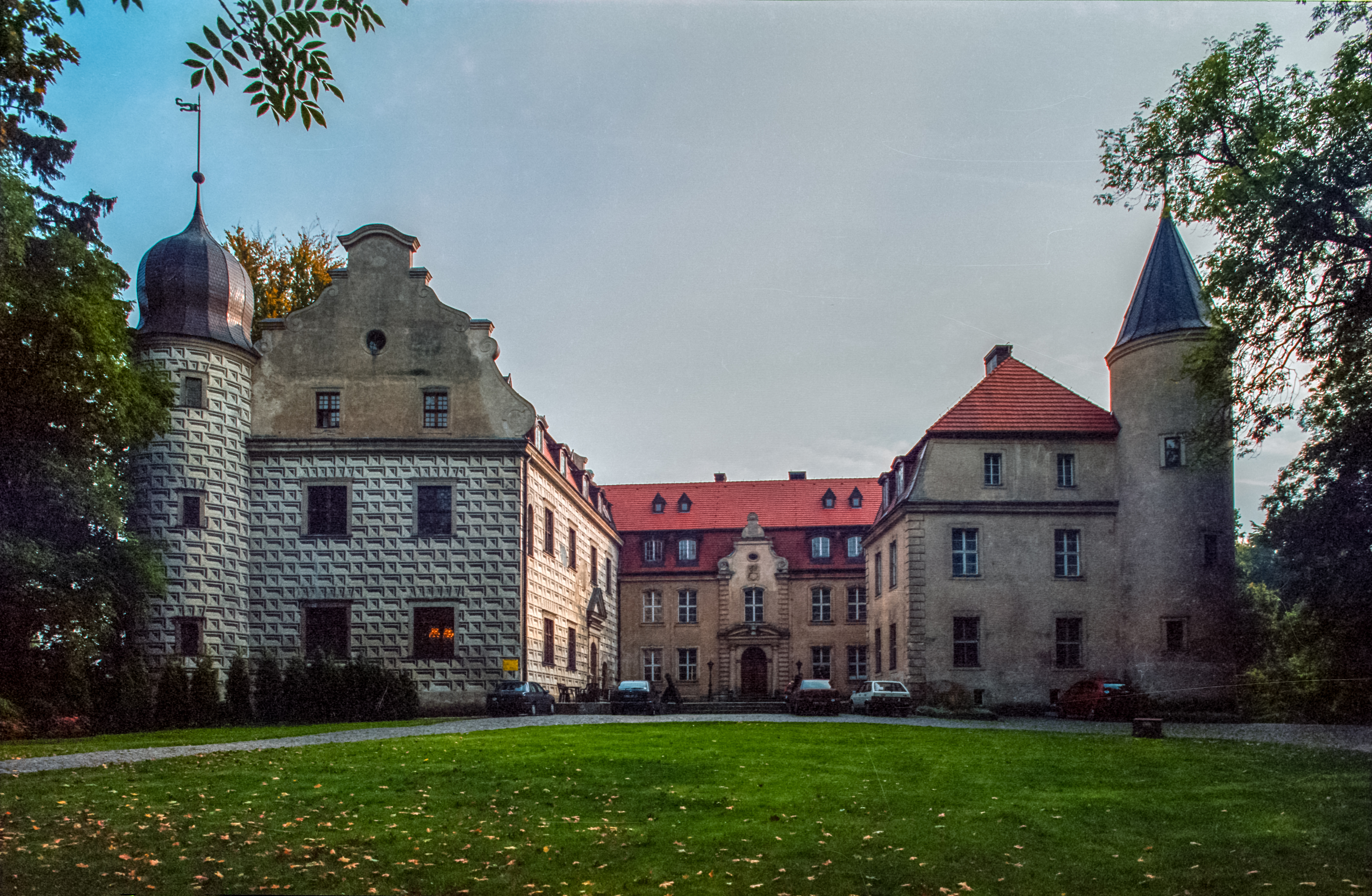
Schloss Tütz, Westpreußen (1338–1739 im Besitz der Familie)
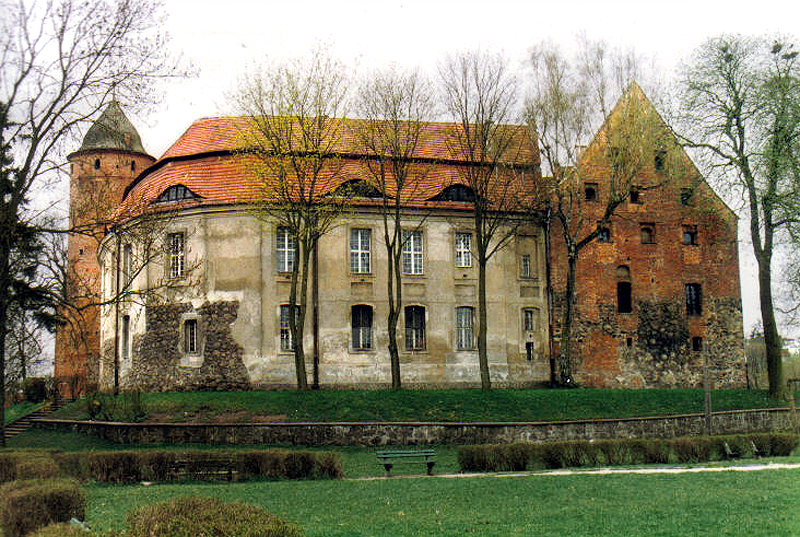
Schloss Schivelbein

Hinzu kamen, ebenfalls in der Neumark, seit Mitte des Jahrhunderts und für lange Zeit die Stadt Reetz und Stadt und Burg Nörenberg. Zumindest zeitweise befanden sich im 14. Jahrhundert in Familienbesitz außerdem die terrae Kallies und Bernstein, die jeweils ebenfalls mit einem festen Haus versehenen neumärkischen Orte Fürstenfelde, Deutsch Krone, Küstrin, (Halb-)Oderberg (mit der Festung Oderberg), Schildberg, Schloppe und Usch, verpfändete Steuereinnahmen weiterer Städte, die Schlösser Hochzeit, Berneuchen und Zantoch, etwa 100 Dörfer und größere Waldflächen rechts der Netze.
In Pommern trat neben die Begüterung um die Burg Kremzow im späteren Landkreis Pyritz seit den 1320er Jahren, nördlich anschließend, in den nachmaligen Landkreisen Saatzig und Regenwalde Grundbesitz um die Burgen Uchtenhagen, Mellen und die von den Wedel – möglicherweise unter vorbereitender Mitwirkung der von Uchtenhagen – gegründete Stadt Freienwalde. Vorübergehend hatten sich bereits im 13. Jahrhundert die pommerschen Städte Treptow und Plathe in der Hand von Familienangehörigen befunden, hinzu kamen im 14. Jahrhundert zeitweise Bahn, Bublitz, Dramburg, Pollnow, Polzin und Schlawe.
Die Wedel verfügten im 14. Jahrhundert über Vasallen und eine eigene Streitmacht, die etwa 1332 in der Schlacht am Kremmer Damm als „turba Wedelorum“ in Erscheinung trat. Noch 1388 waren sie in der Lage, sich unabhängig von landesherrlicher Zustimmung gegenüber dem Deutschen Orden zu verpflichten, 15 Jahre lang auf Anforderung 100 Ritter, 100 Schützen und 400 Pferde zuzüglich Begleitpersonal bereitzuhalten. Heinrich schreibt: „Die Wedel mit ihrer Klientel regierten fast unumschränkt die gefährdete Neumark“ und deutet den Sachverhalt als Variante ständischer Selbstregierung. Rymar spricht vom „Staat im Staat“. Für Gahlbeck lag eine der hauptsächlichen Leistungen der Wedel darin, die Neumark während des siebenjährigen inneren Krieges der Wittelsbacher gegen die Anhänger des Falschen Woldemar zwischen 1348 und 1355 zu einer „Insel des Friedens“ gemacht zu haben.
Bereits 1378 aber berichtet der Chronist Janko von Czarnikau, das Gebiet der Wedel, das er neben der Mark Brandenburg und dem Herzogtum Stettin als eigenen Bereich nennt, befände sich wegen fortwährender Kriege in einem Zustand unerhörter Verwüstung. Nicht nur die Kriege, auch der im 14. Jahrhundert relativ fortgeschrittene Verwaltungsausbau der Markgrafen war der Stabilisierung einer eigenen Territorialherrschaft nicht förderlich. Hinzu kam seit Mitte der 1360er Jahre ein Konflikt mit den Markgrafen, der sich an der Ernennung von Landfremden zu Vögten der Neumark entzündet hatte und dazu führte, dass den Wedel der Zugang zu Hofämtern und Verwaltungsposten in Brandenburg für längere Zeit versperrt blieb.
1374 war, dem Landbuch Karls IV. zufolge, ihr neumärkischer Landbesitz im Wesentlichen noch vorhanden. Bis in die Neuzeit in der Hand der Familie blieben Teile der Güterkomplexe um Falkenburg (bis um 1500), Märkisch-Friedland (bis um 1600), Tütz (bis 1717), Nörenberg (bis um 1750) und Reetz (bis 1810). Von den Familienzweigen, die in den 1366 zum Königreich Polen gehörenden „terrae“ Märkisch-Friedland und Tütz ansässig waren, hatten sich die Tützer im Laufe der Zeit in gewissem Umfang polonisiert und führten die Namen Tuczyński de Wedel. In Neuwedell und Freienwalde betrieben die Wedel bis ins 19. Jahrhundert Burggerichte, die in zweiter Instanz entschieden.
Seit der Mitte des 17. Jahrhunderts hatten die Wedel Grundbesitz auch außerhalb der Neumark und (Hinter-)Pommerns erworben oder geerbt, zunächst in der Uckermark, in Schwedisch-Finnland, Dänemark, Dänisch-Norwegen und Ostfriesland (Evenburg bei Leer), im 18. Jahrhundert in Russland, Mitteldeutschland und Ostpreußen und später in Vorpommern, Schlesien, Lothringen, dem Baltikum und der Lausitz. Genannt seien Althof, Eszerischken und Katzborn in Ostpreußen, Wiesenau im heutigen Estland, Piesdorf im früheren Saalkreis,  Malchow, Göritz und Wedelsberg in der Uckermark sowie Komptendorfin der Lausitz. 
In den preußischen Kriegen der Jahre zwischen 1740 und 1763 verlor die Familie 72 Angehörige. Im und nach dem Zweiten Weltkrieg hatte sie 47 Kriegstote und Ermordete zu beklagen, darunter 27 Gefallene. 1889 wurde das Pommersche Dragoner-Regiment Nr. 11 nach ihr benannt. Der Nationalsozialistischen Deutschen Arbeiterpartei (NSDAP) traten 78 Familienmitglieder bei, davon 35 vor der Machtergreifung.
Bis zur Flucht und Vertreibung 1945 befanden sich, wenn auch in gemindertem Umfang, von der aus dem 13. und 14. Jahrhundert stammenden Begüterung noch in Familienbesitz die Güter Neuwedell (Großgut) und Gerzlow in der Neumark und in Pommern Kremzow und Fürstensee sowie – in Gestalt der Güter Braunsforth, Kannenberg, Schwerin, Silligsdorf und Vehlingsdorf – Teile der alten Begüterung um Freienwalde, Uchtenhagen und Mellen. Im Besitz von Familienangehörigen waren bis 1945 außerdem die Güter Blankensee, Emmasthal, Lassehne, Pumptow und Zülzefitz in Pommern und Pinnow, Rehfeld und Zettitz in der Neumark.

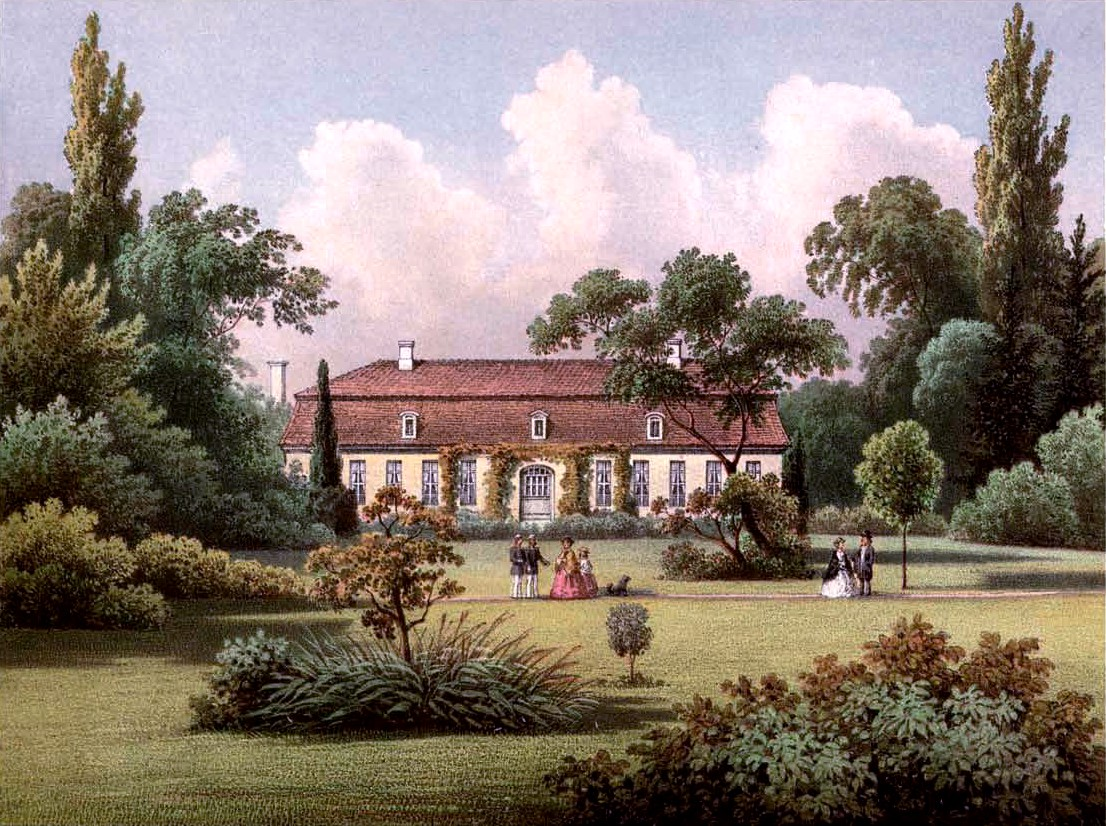
Göritz, Uckermark
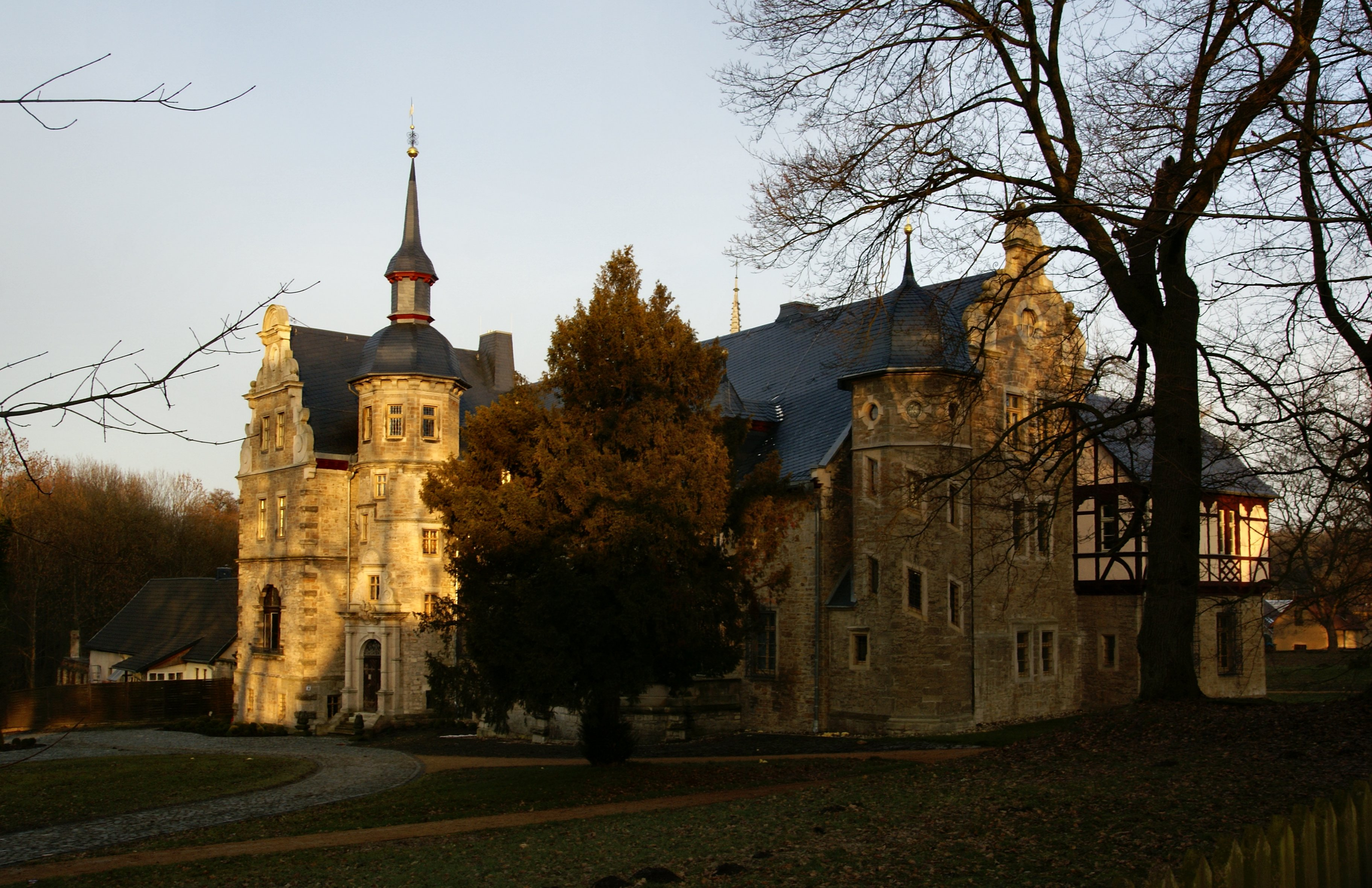
Schloss Piesdorf, Sachsen-Anhalt

### Skandinavien und Ostfriesland
Der aus Nantikow bei Reetz stammende schwedische Hauptmann und spätere Major Johann Arnd von Wedel war seit 1649 in Mantere in Finnland ansässig. Sein Sohn, der schwedische Major Christian Friedrich wurde 1672 in die Schwedische Ritterschaft aufgenommen.
Die Söhne des gleichfalls neumärkischen und in schwedischen Diensten stehenden Jürgen Ernst von Wedel traten nach dem Tode ihres Vaters in dänische Dienste und begründeten bis heute bestehende Familienzweige: der General Friedrich Wilhelm (1640–1706), 1672 zum dänischen Lehnsgraf Wedell af Wedellborg erhoben (in Primogenitur mit Baronstitel für die übrigen Nachkommen), den Zweig Wedell-Wedellsborg, und der Feldmarschall Gustav Wilhelm (1641–1717), seit 1684 unter dem Namen Wedel-Jarlsberg dänischer Graf, den norwegisch-ostfriesischen Zweig Wedel-Jarlsberg.
Im Besitz des gräflichen Familienzweiges Wedell-Wedellsborg befindet sich seit 1672 Wedellsborg auf Fünen und seit 1950 der umfangreiche, von den Grafen Krag-Juel-Vind-Frijs ererbte Güterkomplex Frijsenborg in Jütland, außerdem seit 1893, als Wedell-Neergard, das Gut Svenstrup in Borup Sogn auf Seeland. Der gräfliche Familienzweig Wedel-Jarlsberg besitzt seit 1683 das Gut Jarlsberg in Norwegen und seit 1746, infolge der Heirat von Erhard Friedrich von Wedel-Jarlsberg mit Freiin Maria von Frydag, das ostfriesische Schloss Gödens. Die bereits 1690 geerbte, ebenfalls ostfriesische Herrlichkeit Loga mit den Häusern Evenburg und Philippsburg blieb bis ins 20. Jahrhundert in Familienbesitz.

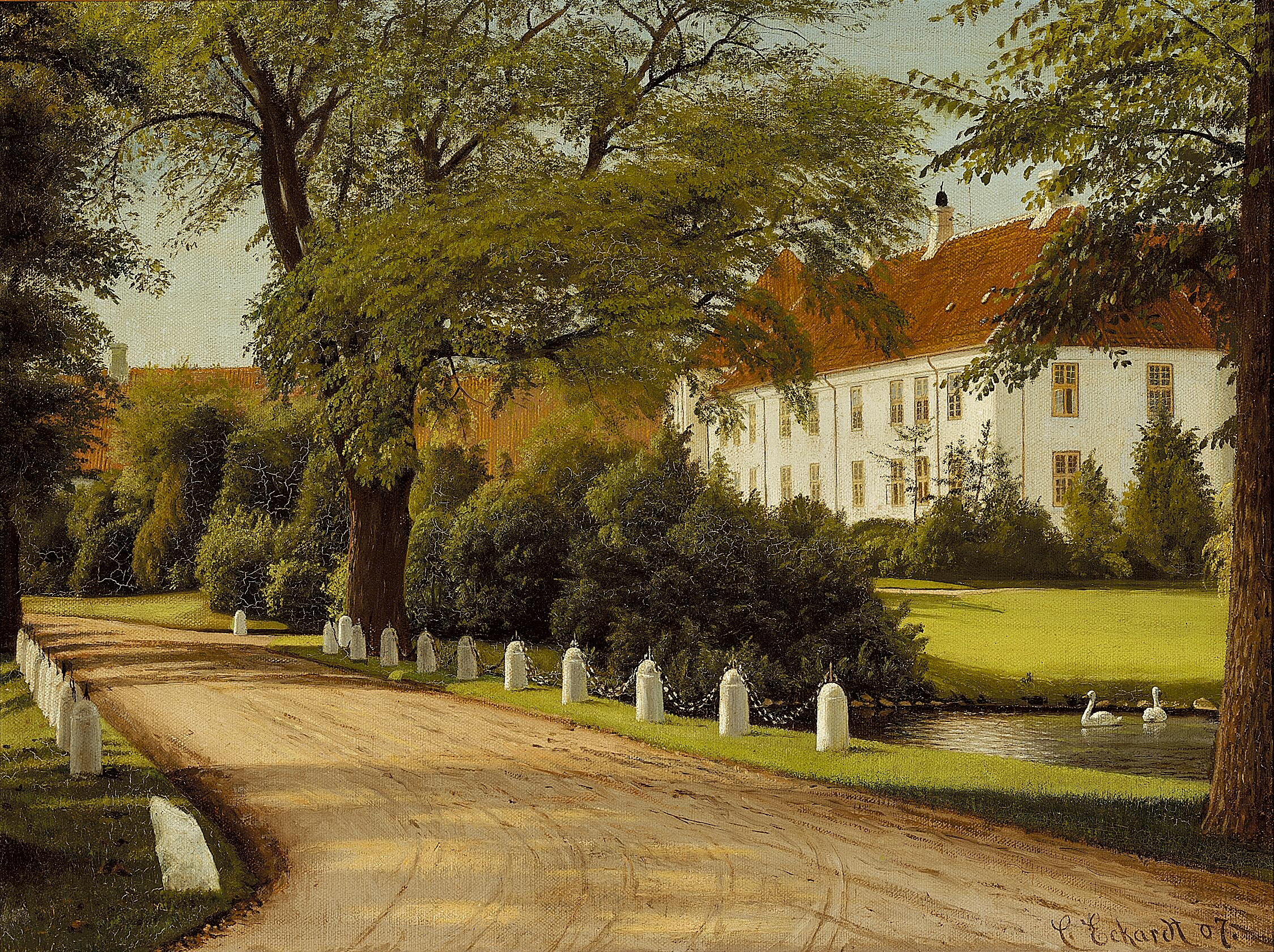
Schloss Wedellsborg, Fünen, Dänemark
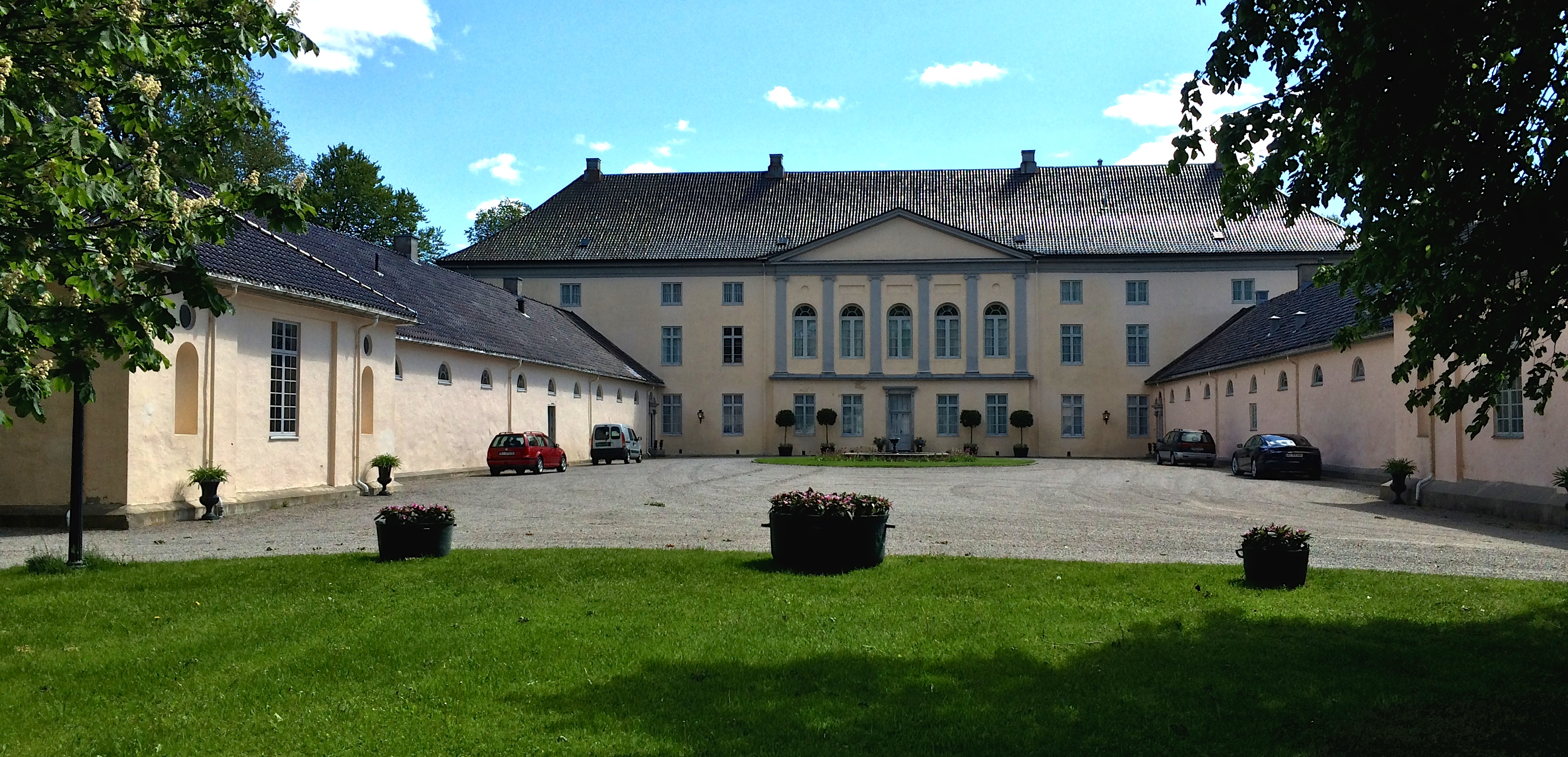
Schloss Jarlsberg, Norwegen
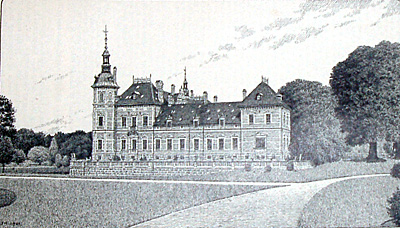
Schloss Frijsenborg, Dänemark
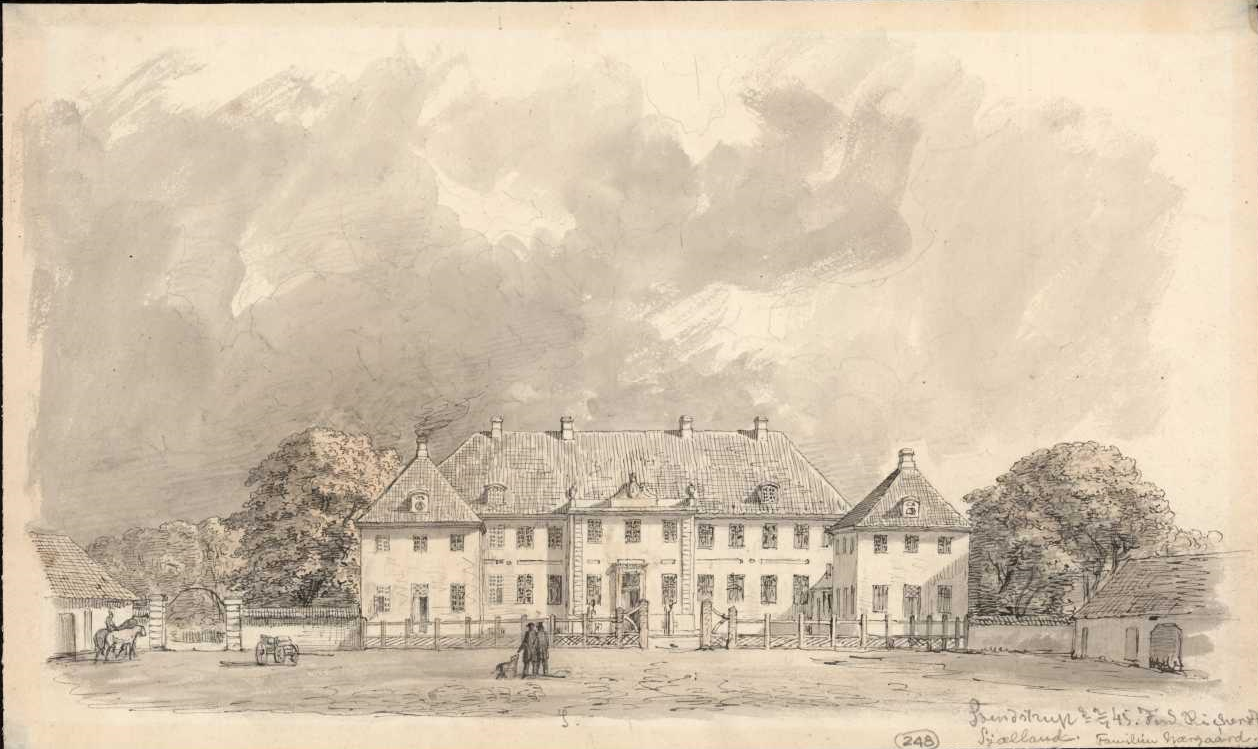
Schloss Svenstrup, Dänemark
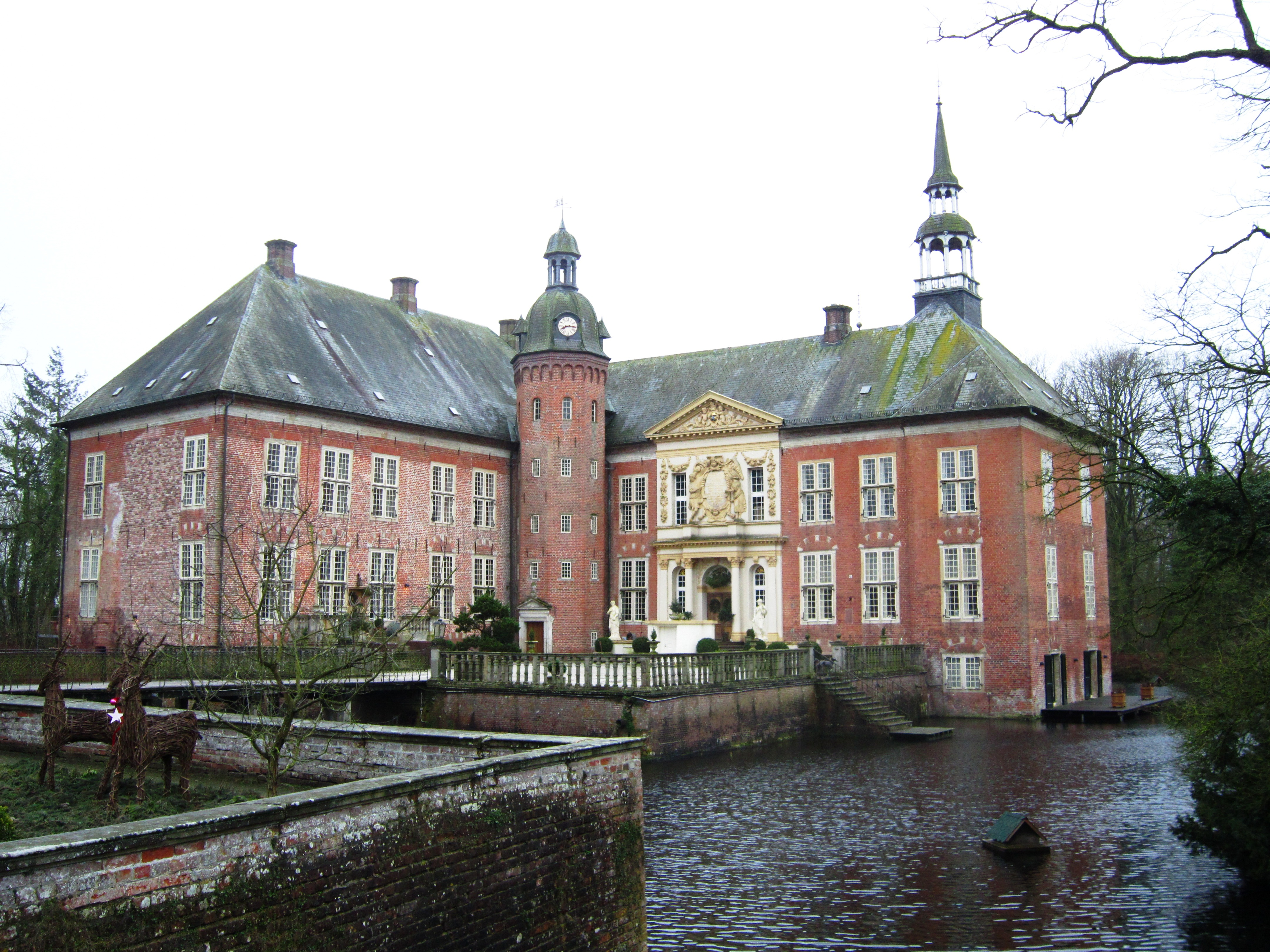
Schloss Gödens, Friesland
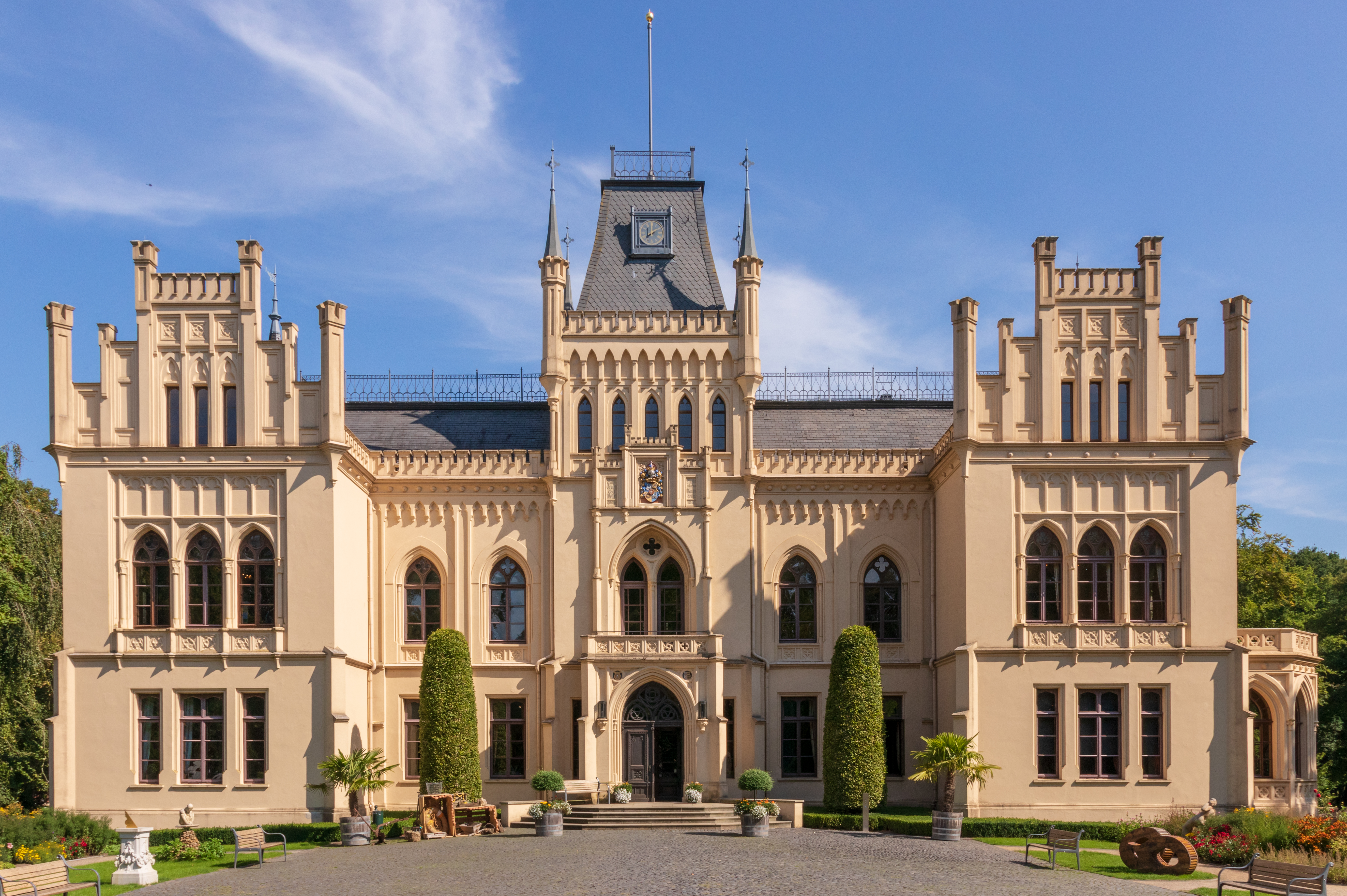
Evenburg, Ostfriesland
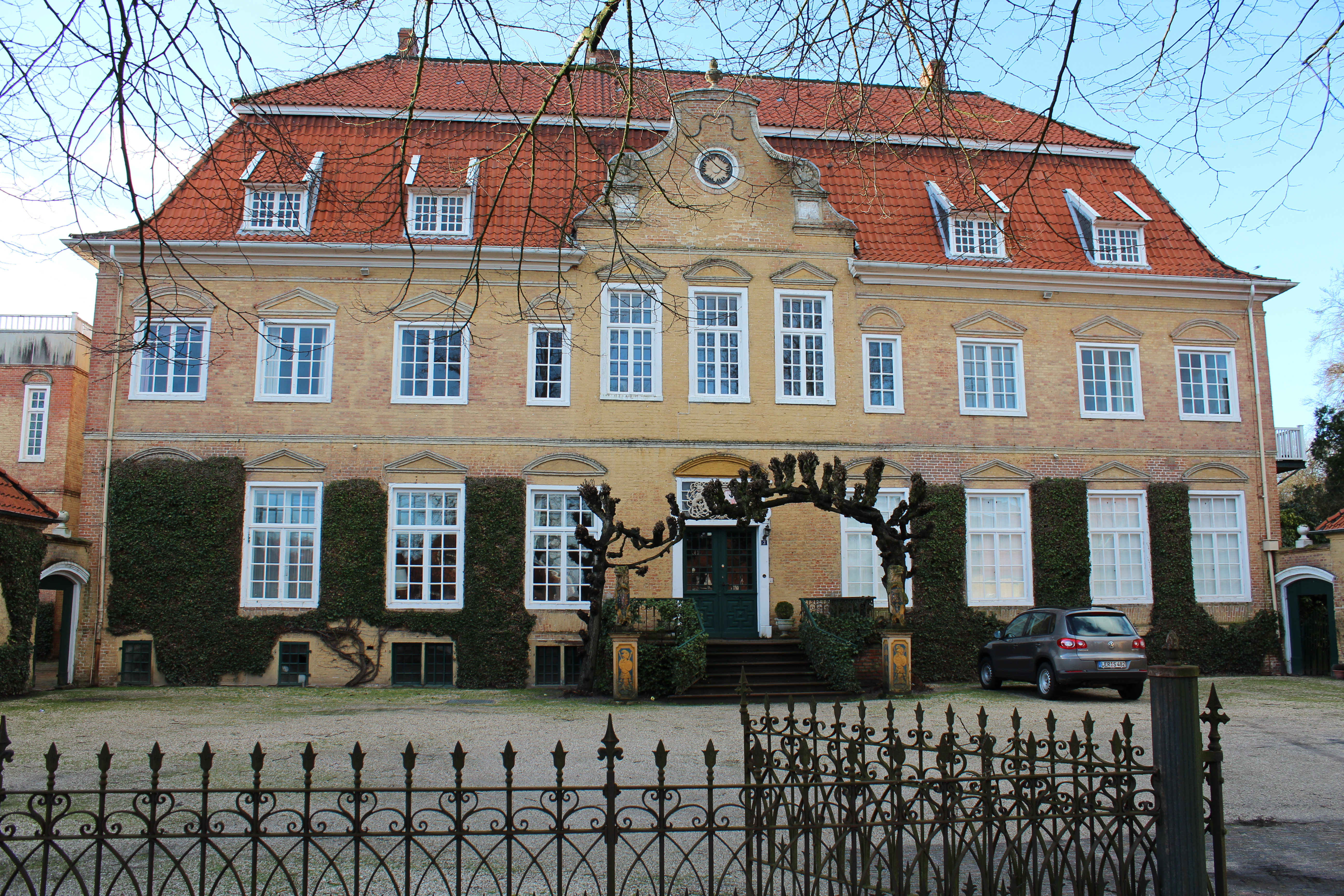
Philippsburg, Ostfriesland

## Präsentationsrecht zum Preußischen Herrenhaus
Der Familie war 1854, als einem von zunächst zehn Geschlechtern, durch König Friedrich Wilhelm IV. ein Präsentationsrecht zum Preußischen Herrenhaus verliehen worden. Einen erblichen Sitz im Herrenhaus besaß seit 1867, im Anschluss an die Annexion des Königreichs Hannover, auch der Inhaber des Majorats Gödens.
Auf Präsentation des Verbandes des Pommerschen Schlossgesessenen Geschlechts von Wedel saßen im Herrenhaus:
- 1856–1866: Wilhelm von Wedell (* 1801; † 1866), Oberpräsident a. D.[15]
- 1866–1885: Hermann von Wedel (* 1808; † 1885), Landrat a. D.[15]
- 1885–1915: Wilhelm von Wedel-Piesdorf (* 1837; † 1915), Minister des königlichen Hauses[16]

## Stammwappen
Blasonierung: Schild: „In Gold ein schwarzes achtspeichiges Richtrad mit 16 bogigen Klingen.“ Helmzier: „Auf dem gold-schwarz bewulsteten (Topf-)Helm mit schwarz-goldenen Decken ein blonder Mannesrumpf in von Schwarz und Rot gespaltenem Wams und ebensolchem breitrandigen Hut mit gold-schwarzer Hutschnur und ebensolchem Gürtel, in beiden eine zentrale Schlaufe.“

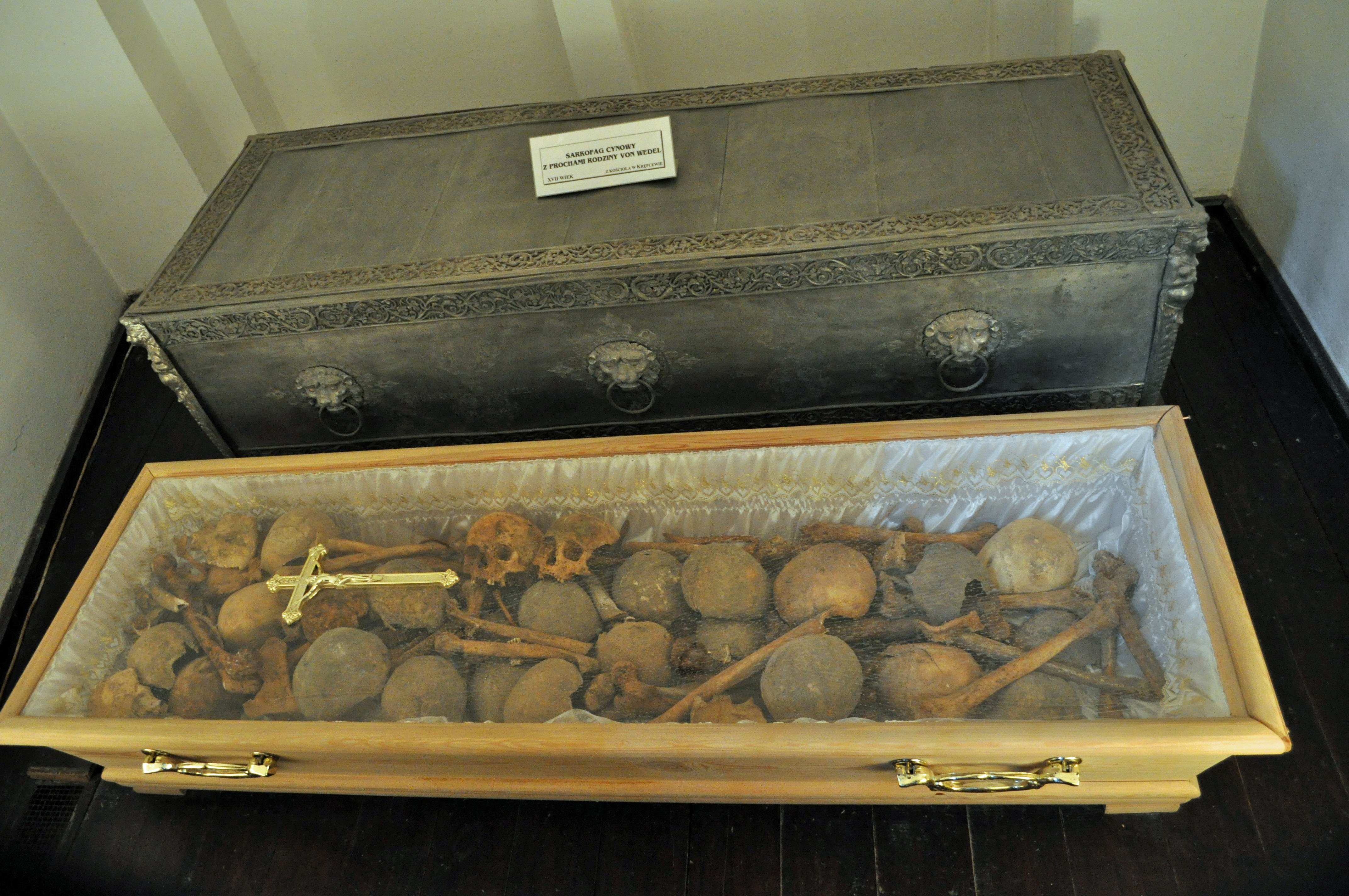
Sarkophag mit den Gebeinen der Familie von Wedel aus der Dorfkirche von Kremzow. Ausstellungsstück in der Stettiner Jakobikirche

## Familienmitglieder
- Adam Ditlev Wedell-Wedellsborg (1782–1827), norwegischer Landrat
- Albert von Wedel (1793–1866), preußischer Landrat des Kreises Angermünde
- Alfred von Wedel (1833–1890), hannoverscher Schlosshauptmann
- Andrzej Wedel Tuczynski (1664–1717), polnischer Landrat des Kreises Powidz (Großpolen), 1697 bis 1717
- Anne Wedell-Wedellsborg (* 1947), dänische Sinologin
- Anton Franz Graf von Wedel (1707–1788), preußischer geheimer Kriegsrat
- Bernd von Wedel (1893–1959), Stahlhelmführer
- Bodo von Wedel (1891–1969), Reichsbankdirektor
- Botho von Wedel (1862–1943), deutscher Diplomat
- Busso von Wedell (1804–1874), preußischer Regierungspräsident
- Carl Graf von Wedel (1790–1853), Landdrost, hannoverscher Minister
- Carl Georg Friedrich Gerhard von Wedel (1827–1898), erbliches Mitglied des preußischen Herrenhauses
- Carl Heinrich von Wedel (1712–1782), preußischer Generalleutnant und Kriegsminister
- Charlotte Wedell-Wedellsborg (1862–1953), dänische Mathematikerin
- Charlotte von Wedel (1891–1972), deutsche Schriftstellerin, s. Charlotte von Gwinner
- Christian Baron Wedell-Neergaard (* 1956), dänischer Gutsbesitzer, für die Konservative Volkspartei 2004/07 Mitglied des dänischen Parlaments
- Christine Christ-von Wedel (* 1948), deutsch-schweizerische Historikerin
- Christoph von Wedel (1584–1672), Landrat in Hinterpommern
- Christoph Heinrich von Wedel (1710–1772), Präsident der Halberstädter Kriegs- und Domänenkammer[17]
- Clemens Graf von Wedel-Gödens (1866–1945), preußischer Landrat der Kreise Leer und Hannover
- Diether von Wedel (1910–1983), persönlicher Adjutant des Reichsministers für Volksaufklärung und Propaganda
- Dietrich von Wedel (1922–2021), Oberst a. D., Herr auf Pumptow/Pommern, Rechtsritter des Johanniterordens, Träger des Verdienstordens der Bundesrepublik Deutschland
- Elisabeth von Wedel (1916–2009), Geschäftsführerin der Deutschen Parlamentarischen Gesellschaft, s. Elisabeth von Werthern
- Emil von Wedel (1886–1970), deutscher Elektroingenieur
- Erhard von Wedel (1861–1931), Mitglied des preußischen Herrenhauses
- Erhard Graf von Wedel (1879–1955), Diplomat
- Erhard von Wedel-Friis (1710–1786), dänischer Generalleutnant und Diplomat
- Erhard Friedrich von Wedel-Jarlsberg (1668–1740), dänischer General, kommandierender General in Norwegen
- Erhard Gustav von Wedel (1756–1813), preußischer, holländischer und zuletzt französischer Generalmajor
- Erich Rüdiger von Wedel (1892–1954), deutscher Jagdflieger im Ersten Weltkrieg
- Ernst von Wedel (1825–1896), Landwirt und Mitglied des Preußischen Herrenhauses
- Ernst von Wedel (1838–1913), Oberstallmeister von Kaiser Wilhelm II.
- Ernst von Wedel (1844–1910), Gutsbesitzer und Mitglied des Preußischen Herrenhauses
- Ernst Sigismund von Wedell (1704–1758), preußischer Major und Kommandeur eines Grenadierbataillons
- Ewald Joachim von Wedel (1676–1750), Präsident des Hofgerichts Stettin
- Ferdinand Wedel-Jarlsberg (1781–1857), norwegischer Heeresreformer
- Ferdinand Julius Wedel-Jarlsberg (1823–1907), norwegischer Kapitän
- Friedrich von Wedell-Malchow (1823–1890), Mitglied des Reichstages
- Friedrich Anton von Wedel-Jarlsberg (1694–1738), dänischer Generalmajor
- Friedrich Wilhelm von Wedel (1798–1872), oldenburgischer Generalleutnant und Kriegsminister
- Friedrich Wilhelm von Wedel (Landesdirektor) (1709–1763), preußischer Landesdirektor der Uckermark[18]
- Friedrich Wilhelm von Wedel-Jarlsberg (1724–1790), dänischer Statthalter und Schriftsteller
- Friederike von Wedel-Parlow (* im 20. Jahrhundert), Professorin für nachhaltige Designstrategien
- Fritz Wedel Jarlsberg (1855–1942), norwegischer Diplomat
- Georg von Wedell (1820–1894), preußischer Generalleutnant
- Georg Clemens August von Wedel (1754–1825), Präsident der Ostfriesischen Landschaft (1779–1788)
- Georg Ernst von Wedel-Jarlsberg (1666–1717), dänischer Gouverneur
- Georg Vivigenz von Wedel (1710–1745), preußischer Oberstleutnant und Ritter des Ordens Pour le Mérite
- Georg von Wedel-Friedland (um 1521–1580), Inhaber der Herrschaft Friedland
- Georg (Jürgen) von Wedell († 1566), Herr auf Kremzow, Repplin und Kornitzow, Stifts-Oberhauptmann der Abtei zu Colbatz, fürstlich pommersch-stetinischer Hofmeister
- Gottlob Heinrich Magnus von Wedel (1769–1831), preußischer Landrat des Saalkreises[19]
- Gottlob Magnus Leopold Graf von Wedel (1747–1700), preußischer Landjägermeister in Schlesien[20]
- Gottlob Wilhelm Heinrich von Wedel (1774–1813), Präsident der Halberstädter Kriegs- und Domänenkammer[21]
- Gregers Wedell-Wedellsborg (* 1972), dänischer Kaufmann
- Gustav von Wedel (General) (1826–1891), preußischer Generalmajor
- Gustav Wilhelm von Wedel (1641–1717), dänischer Feldmarschall
- Hans von Wedel (Jan Wedelski, Hans von Wedel-Neuwedell, 15. Jahrhundert), Landrat von Walcz und Draheim[22], 1444 bis 1454 Gesandter des Deutschen Ordens beim polnischen König Kasimir IV. Jagiełło[23]. Maria von Wedel, die Frau von Graf Pjotr Panin Anna von Wedel, die Frau von Graf Sachar Tschernyschow, die Erbin von Weidelewka
- Hans von Wedel-Schivelbein († 1391), Vogt der Neumark
- Hans Otto von Wedel (1861–1929), preußischer Generalmajor
- Hasso von Wedel (* 1943), deutscher Audiologe
- Hasso von Wedel (1859–1935), preußischer Generalleutnant
- Hasso von Wedel (1898–1961), deutscher Generalmajor, Leiter der Wehrmachtpropaganda
- Hasso Otto von Wedel (1863–1940), deutscher Generalmajor
- Hasso von Wedel-Falkenburg († 1378), Hofmeister der Mark Brandenburg und der Lausitz
- Hasso von Wedel-Polzin († 1353), Vogt in der Neumark
- Hasso von Wedel-Schivelbein († 1352/54), Vogt der Neumark
- Hasso (I) von Wedel-Uchtenhagen († 1364), Vogt der Neumark
- Hasso (II) von Wedel-Uchtenhagen (um 1370), Vogt der Neumark
- Hedda von Wedel, geb. Meseke (* 1942), deutsche Politikerin
- Heima von Wedel (1902–1992), deutsche Grafikerin
- Heinrich von Wedel (1784–1861), preußischer General der Kavallerie, Militärgouverneur der Bundesfestung Luxemburg
- Heinrich Kaspar von Wedel (1778–1858), preußischer Major und Ritter des Ordens Pour le Mérite
- Henning von Wedel (* 1945), deutscher Rechtsanwalt
- Hermann von Wedel (General, 1813) (1813–1894), preußischer Generalleutnant
- Hermann von Wedel (General, 1814) (1814–1896), preußischer Generalmajor
- Hermann von Wedel (General, 1848) (1848–1913), preußischer Generalleutnant
- Hermann von Wedel (General, 1862) (1862–1928), preußischer Generalmajor
- Hermann von Wedel (General, 1893) (1893–1944), deutscher Generalmajor, Kommandeur der 10. Luftwaffen-Felddivision
- Hermann Graf von Wedel-Jarlsberg (1779–1840), norwegischer Politiker
- Hermann Ludwig von Wedel (1808–1885), preußischer Landrat
- Jan Wedel Tuczynski (um 1627–1664), polnischer Ordensgeistlicher, 1645 bis 1662 Kanzler des Bistums Posen
- Jerrold von Wedel (1921–1963), amerikanischer Herzchirurg
- Joachim von Wedel (1552–1609), deutscher Gutsbesitzer und Annalist
- Joachim Baron Wedell Wedellsborg (1785–1860), dänischer Gutsbesitzer und Generalmajor
- Johan Wedell-Wedellsborg (* 1969), dänischer Reeder
- Johann von Wedel (um 1350), Vogt in der Neumark
- Johann von Wedell (1679–1742), preußischer Generalmajor
- Jürgen Ernst von Wedel (1597–1661), schwedischer General und Gesandter
- Karl Alexander von Wedel (1741–1807), preußischer Generalmajor
- Karl von Wedel (General, 1783) (1783–1858), preußischer Generalleutnant
- Karl Fürst von Wedel (1842–1919), preußischer Diplomat und Statthalter von Elsaß-Lothringen
- Karl von Wedel-Piesdorf (1845–1917), preußischer Landrat des Mansfelder Seekreises, Mitglied des Preußischen Herrenhauses
- Karl von Wedel-Parlow (1873–1936), Mitglied des Reichstages
- Karl Friedrich von Wedel (1814–1890), preußischer Generalmajor, Kommandant von Koblenz
- Konrad Heinrich von Wedel (1741–1813), preußischer Generalmajor
- Krzysztof Tuczyński de Wedel (1565–1649), polnischer Senator
- Kurt von Wedel (1846–1927), Gutsbesitzer und Mitglied des Preußischen Herrenhauses
- Ludolf von Wedel († um 1321), Truchseß des Markgrafen Otto IV.
- Ludolf von Wedel-Parlow (1890–1970), Literaturwissenschaftler
- Lupold von Wedel (1544–1612/1615), deutscher Reiseschriftsteller und Söldnerführer
- Maria von Wedel (1855–1913), deutsche Schriftstellerin
- Max von Wedel (1850–1906), persischer General
- Nina Wedell-Wedellsborg (* 1964), dänische Geschäftsfrau
- Otto von Wedel (1769–1813), preußischer Offizier und Ritter des Ordens Pour le Mérite
- Otto Ernst von Wedel (1690–1756), preußischer Landrat des Wedelschen Kreises[24]
- Peder Anker Graf Wedel-Jarlsberg (1875–1954), norwegischer Hofmarschall
- Rüdiger von Wedel († 1754), russischer General
- Rüdiger von Wedel-Neuwedell (um 1535–1592), neumärkischer Dorfgründer
- Sebastian George von Wedel (1745–1808), preußischer Landrat des Kreises Saatzig
- Stanisław Krzysztof Tuczyński de Wedel (1632/39–1695), polnischer Offizier und Senator
- Wedego von Wedel (1899–1945), deutscher Verwaltungsbeamter
- Wedego von Wedel (Hofmarschall) († 1324), pommerscher Hofmarschall und Heerführer
- Wilhelm von Wedell (1801–1866), preußischer Oberpräsident und Mitglied des Preußischen Herrenhauses
- Wilhelm Graf von Wedel (1837–1912), preußischer Landrat des Kreises Lüdinghausen, auf Schloss Sandfort
- Wilhelm von Wedel-Piesdorf (1837–1915), Minister des Königlichen Hauses und Reichstagspräsident
- Wilhelm Graf von Wedel (1891–1939), Polizeipräsident und SS-Brigadeführer
- Wilhelm Felix Heinrich von Wedel (1744–1814), preußischer Landrat in der Grafschaft Mansfeld[25]
- Winfried von Wedel-Parlow (1918–1977), Berliner Kommunalpolitiker
- Wolf Christian von Wedel Parlow (* 1937), deutscher Volkswirt und Autor